# Three Rivers
Three Rivers es una serie de televisión estadounidense de drama médico estrenada en la cadena CBS el 4 de octubre de 2009 y que salía al aire los domingos a las 21:00. La serie estaba ambientada en Pittsburgh, Pennsylvania, en un hospital especializado en trasplantes de ficción, con Alex O'Loughlin interpretando a un famoso cirujano de trasplantes. El 30 de noviembre de 2009, se anunció que CBS había retirado Three Rivers de la programación, sin planes para regresar. El 9 de enero de 2010, Nina Tassler, presidente de CBS Entertainment confirmó que la serie había sido oficialmente cancelada. El 22 de mayo de 2010, CBS anunció que la serie regresaría el 5 de junio para finalizar la emisión de los episodios restantes antes de la cancelación definitiva, el 3 de julio de 2010.

## Argumento
Three Rivers trata la vida emocional y compleja de donantes de órganos, sus receptores y los cirujanos de trasplante en el hospital preeminente en el país, donde cada momento cuenta. Sin embargo, lidiar con las familias de los donantes en su hora más oscura y la gestión de los temores y las preocupaciones de los destinatarios tarda mucho más que un escalpelo afilado. Liderando el equipo de élite esta el doctor Andy Yablonski, altamente calificado adicto al trabajo cirujano de trasplantes de órganos, cuya personalidad afable, sarcástica e ingenio le hace popular entre sus pacientes y colegas. Entre sus compañeros de trabajo se encuentran la Dr. Miranda Foster, una quirúrgica con un punto de rebeldía y de fuerte carácter que se esfuerza por cumplir con la excelente reputación quirúrgica a su padre fallecido, el Dr. David Lee, un mujeriego quirúrgico que ha roto tantos corazones como reemplazo de; Ryan Abbott, el nuevo coordinador de trasplantes sin experiencia que organiza el proceso intrincado de la coreografía rápida y cuidadosa del trasplante de órganos procedentes de donante hasta el paciente, la Dr. Sophia Jordan, jefa de cirugía dedicada que no tiene paciencia para cualquier persona que no ha sacrificado tanto como ella para su trabajo, y Pam Acosta, sin tonterías de Andy asistente de funcionamiento y mejor amiga. En este escenario con altas apuestas, en la que cada caso es una carrera contra el reloj, estos cirujanos tenazes y profesionales de la medicina son la última esperanza para sus pacientes.

## Personajes
| Actor              | Personaje          | Notas                      |
| ------------------ | ------------------ | -------------------------- |
| Alex O'Loughlin    | Dr. Andy Yablonski |                            |
| Katherine Moennig  | Dr. Miranda Foster |                            |
| Daniel Henney      | Dr. David Lee      |                            |
| Christopher Hanke  | Ryan Abbott        |                            |
| Alfre Woodard      | Dr. Sophia Jordan  |                            |
| Julia Ormond       | Dr. Sophia Jordan  | solo en el capítulo piloto |
| Justina Machado    | Pam Acosta         |                            |
| Amber Clayton      | Dr. Lisa Reed      |                            |
| Joaquim de Almeida | Dr. Shaheen Khalid | solo en el capítulo piloto |

## Episodios
La siguiente es una lista de episodios de la serie de televisión Three Rivers, que se transmitió en CBS del 4 de octubre de 2009 hasta el 3 de julio de 2010, con un total de 13 episodios.
| Episodio | Título original                                         | Primera emisión         |
| --- | ------------------------------------------------------- | ----------------------- |
| 1x01 | «Lugar de la Vida (Place of Life)»                      | 4 de octubre de 2009    |
| Después de sufrir un ataque al corazón, Andy le dice a una joven embarazada que para salvarla a ella y a su hijo que esta por nacer se debe obtener un trasplante de corazón. Sin embargo, las complicaciones inesperadas con el lugar de la familia del donante ponen el trasplante en peligro. |                                                         |                         |
| 1x02 | «Primer día de Ryan (Ryan's First Day)»                 | 11 de octubre de 2009   |
| Andy y su equipo tratan de salvar a un estudiante universitario de 18 años de edad que necesita un trasplante doble de pulmones, pero corre el peligro que podría no permitir que el sea elegible para el trasplante de pulmones. |                                                         |                         |
| 1x03 | «Buenas Intenciones (Good Intentions)»                  | 18 de octubre de 2009   |
| Después de que Andy convence a UNOS (United Network for Organ Sharing) para dar a una ex drogadicta un corazón nuevo, las cosas toman un giro cuando la paciente desaparece justo antes de la cirugía. |                                                         |                         |
| 1x04 | «Código Verde (Code Green)»                             | 25 de octubre de 2009   |
| A raíz de un accidente de autobús, los padres de un joven jugador de fútbol americano universitario deben tomar una decisión desgarradora, si donar sus órganos o no. Mientras tanto, Andy y Ryan tratan de encontrar un equipo de extracción para dar a un hombre un trasplante de corazón que necesita desesperadamente.                                                                                     |                                                         |                         |
| 1x05 | «Solo Juntos (Alone Together)»                          | 1 de noviembre de 2009  |
| Con el fin de salvar su vida, Andy intenta un nuevo procedimiento riesgoso al socio de su esposa que sufre de un Aneurisma de aorta. |                                                         |                         |
| 1x06 | «Cuando Mentimos (Where We Lie)»                        | 8 de noviembre de 2009  |
| Un niño de 8 años de edad bonos con Lisa, quien vio como era aplastado por un juego en una feria. Andy y David tratan de atender un paciente que necesita atención médica. |                                                         |                         |
| 1x07 | «El Hombre más Afortunado (The Luckiest Man)»           | 15 de noviembre de 2009 |
| Un accidente de tráfico deja como víctima a Víctor quien insiste en que quiere ser retirado de la máquina de soporte de vida para que él pueda ayudar a otros con sus órganos, mientras que Andy y Sophia hacen todo lo posible para salvarlo. |                                                         |                         |
| 1x08 | «La Bondad de los Extraños (The Kindness of Strangers)» | 22 de noviembre de 2009 |
| La esposa de un multimillonario sufre las consecuencias después de un revés, la deja sin un nuevo hígado y su marido recurre a la compra de uno en el mercado negro. Mientras tanto, un amigo de Andy reaparece. |                                                         |                         |
| 1x09 | «Ganadas y Perdidas (Win-loss)»                         | 5 de junio de 2010      |
| Cuando una esposa es asesinada en su boda, el equipo es enviado para salvar sus pulmones y llevarlos a la cosecha de trasplantes, pero ocurren problemas familiares. Mientras tanto, un jugador de baloncesto de la universidad a punto de convertirse en profesional tiene la necesidad de un nuevo corazón.                                                                                                  |                                                         |                         |
| 1x10 | «Una Tirada de Dados (A Roll of the Dice)»              | 12 de junio de 2010     |
| Cuando el marido de una mujer necesita un nuevo riñón, contempla el principio "Daisy Chain", lo que significa que donará un riñón a alguien y que a su vez, donará su riñón hasta que la cadena se complete con su marido consiguiendo su riñón. Andy no está seguro de que quiere apoyar esa acción y le preocupa que otro paciente este rechazando su corazón recientemente trasplantado.                    |                                                         |                         |
| 1x11 | «Cada Aliento Que Tomas (Every Breath You Take)»        | 19 de junio de 2010     |
| La Dra. Jordan y el acuerdo de otros con el capitán de una estación de bomberos que necesita un trasplante de pulmón. Uno de sus bomberos debe realizar la difícil decisión de si quiere ser un donante vivo. Mientras tanto, Andy se enfrenta a un dilema personal y profesional cuando su tío viene a Three Rivers para el tratamiento de una herida de arma blanca, pero pide que Andy se mantenga alejado. |                                                         |                         |
| 1x12 | «Historias de Casos (Case Histories)»                   | 26 de junio de 2010     |
| Un accidente aéreo deja sin vista a una chica coreana que necesita un trasplante de córnea; Mientras una chica descubre que no está embarazada y que padece Ascitis la Dra. Miranda hace todo para salvarla, Andy se molesta con Luck por intentar experimentar con uno de sus pacientes. |                                                         |                         |
| 1x13 | «Situación 1A (Status 1A)»                              | 3 de julio de 2010      |
| Andy pone a su paciente Kuol en la parte superior de la lista de donantes para recibir un nuevo corazón después de que su condición da un giro peor. Sin embargo, su trasplante se pone en peligro cuando los policías amenazan con apoderarse del dinero que se planteó para la cirugía de Kuol. |                                                         |                         |